# Epupa-vízesés
Az Epupa-vízesés Angola és Namíbia határán helyezkedik el a Cunene folyón. A folyó a vízesésnél 0,5 kilométer széles és 1,5 kilométer hosszan húzódnak a zuhogók, amelyek közül a legmagasabb 37 méter. Összesen a Kuene folyó a vízesésnél 60 métert zuhan.
Az epupa szó jelentése herero nyelven "víz amely esik". A herero a bantu nyelvcsalád tagja, és az itt élő őslakos himba nép is ezen a nyelven beszél. Ez a népcsoport egyike a földön élő utolsó nomád törzseknek.
A vízesés és az itt élő himba nép élettere  veszélybe került, mivel Angola és Namíbia gátat akar létrehoznia Cunene folyón.

## Fordítás
- Ez a szócikk részben vagy egészben az Epupafälle című német Wikipédia-szócikk fordításán alapul.  Az eredeti cikk szerkesztőit annak laptörténete sorolja fel. Ez a jelzés csupán a megfogalmazás eredetét és a szerzői jogokat jelzi, nem szolgál a cikkben szereplő információk forrásmegjelöléseként.
- Ez a szócikk részben vagy egészben az Epupa Falls című angol Wikipédia-szócikk fordításán alapul.  Az eredeti cikk szerkesztőit annak laptörténete sorolja fel. Ez a jelzés csupán a megfogalmazás eredetét és a szerzői jogokat jelzi, nem szolgál a cikkben szereplő információk forrásmegjelöléseként.